# Тімерчкаси
Тімерчка́си (рос. Тимерчкасы, чув. Тимĕрçкасси) — присілок у складі Вурнарського району Чувашії, Росія. Входить до складу Малояуського сільського поселення.
Населення — 129 осіб (2010; 148 у 2002).
Національний склад:
- чуваші — 100 %